# Maximilien Arturo
Maximilien Arturo est un personnage de la série  Sliders, interprété par John Rhys-Davis.

## Histoire
Maximillian P. Arturo est né en Grande-Bretagne au cours des années 1940. Quand il était un jeune enfant, pendant que lui et sa mère séjournaient chez sa tante, leur maison a été bombardée par la Luftwaffe. La mère d'Arturo ainsi que sa tante ont été tuées. Ses seuls souvenirs de cet incident restent le cadavre de sa mère allongé sur lui. Comme son père se battait en Inde à l'époque, il n'y avait aucun moyen pour Arturo d'être identifié, de fait il a été mis dans un orphelinat. Après la fin de la guerre, le père d'Arturo est venu le chercher.
Arturo servit dans l'armée britannique en tant que jeune soldat. Après avoir terminé son service, il a déménagé aux États-Unis, où il a poursuivi des études supérieures en physique, et a rencontré une étudiante, Christina Fox, qu'il épousera plus tard. Christina est décédé d'un anévrisme au cerveau quand elle avait 27 ans. Arturo a eu un fils, mais il n'est pas révélé dans la série si oui ou non Christina Fox était la mère.
Ayant été séparé de son fils avant qu'il ne commence à glisser, Arturo a exprimé ses regrets que Quinn ne fut pas son fils. Arturo était un peu irrité par Quinn, jaloux de sa plus grande intelligence, ainsi que le fait que Quinn (et pas Arturo) ait inventé la glisse.

### Saison 1
Avant la glisse, il était professeur de cosmologie et d'ontologie à l'université de Californie, dans laquelle Quinn Mallory était étudiant, et le professeur de ce dernier. Doté d'un sale caractère, il est cependant un très grand homme, que beaucoup admirent, surtout Quinn.
À certaines des glisses qu'il effectue, il parvient très souvent à résoudre les problèmes des mondes que lui et ses compagnons visitent (Un monde sans maladie, La fin du monde), et il devient très ami avec les autres glisseurs.

### Saison 2
Dans cette saison, il continue d'exploiter son intelligence pour sauver ses compagnons. On apprend aussi qu'il est jaloux que Quinn le surpasse dans le domaine qu'il enseigne, et que ce ne soit pas lui qui ait inventé la Glisse.
Au cours de l'épisode Un monde de renommée, les glisseurs se croient dans leur monde, et son double prend sa place et s'attribue tout le mérite de Quinn en faisant croire qu'il a inventé la Glisse. Mais vers la fin de l'épisode, Arturo se libère et combat son double pendant que les autres Glissent. Le professeur les rejoindra plus tard, mais personne ne sait lequel (le créateur de la série, Tracy Tormé, à cependant révélé qu'il y a des indices dans les épisodes suivants qui le montrent).

### Saison 3
Au cours de cette saison, il continue d'effectuer des Glisses, mais dans l'épisode Un monde retrouvé, il découvre qu'il est atteint d'une tumeur incurable et inopérable, il prévoit donc d'abandonner la Glisse, mais il change d'avis car Quinn a besoin de lui. Cependant, il semble guéri de sa tumeur au cours de l'épisode Un monde d'eau pure.
Puis il continue de Glisser de monde en monde tout en continuant de se rapprocher de ses amis, surtout Quinn, qu'il aimerait tant avoir pour fils.
Il meurt tué par balles à cause du colonel Rickman en voulant sauver Quinn, dans le double épisode de mi-saison 16-17 Un monde d'exode.
Il apparaît pour la dernière fois dans l'épisode 20 un monde de nécrophages quand Wade et Rembrandt se souviennent de l'une de leurs glisses.
Dans la saison 5, le professeur Arturo apparait dans l'épisode 18 Un monde de fans. Il s'agit d'un professeur alternatif interprété par Anthony Genovese.

## Commentaires
- Dans le commentaire audio du DVD de l'épisode pilote de Sliders, les créateurs Tracy Tormé et Robert K. Weiss ont révélé que le personnage de Maximilien Arturo a été très peu joué par des acteurs autres que John Rhys-Davies - Hector Elizondo était en fait le choix final des producteurs pour le rôle avant d'auditionner Rhys-Davies, mais a finalement refusé, en raison de l'emplacement du tournage. Elizondo a même mentionné dans un talk-show de fin de soirée que: «Je [serait] Sliders, sauf pour un seul mot:" Vancouver ". Également sur le commentaire du DVD, Weiss et Tormé révèlent que d'autres acteurs qui ont été pris en considération pour le rôle dont Ricardo Montalban et David Ogden Stiers (qui aurait été l'un des finalistes en chef).

- L'acteur John Rhys-Davis aurait quitté la série pour cause de mésentente avec le producteur David Peckinpah par rapport aux différentes idées apportées qui auraient dénaturé la série en faisant la part plus belle à la science-fiction et aux effets spéciaux qu'aux critiques et second degré qu'apportait la série sur la vie et la société en général.